# إلف الضفاف
إلف الضفاف (الاسم العلمي: Actophilornis)، جنس من فصيلة يقنة. تحتوي على نوعين مقتصرين على أفريقيا والجزر المحيطة بها.
- يقنة أفريقية، أكتوفيلورنيس
- أفريكانوس مدغشقر يقنة، Actophilornis albinucha